# 斯塔夫罗波尔边疆区
斯塔夫罗波尔边疆区（羅馬化：Stavropolsky krai）是俄羅斯聯邦主體之一，位於前高加索西部、大高加索北麓。成立於1924年2月13日，屬北高加索聯邦管區。面積66,500平方公里，人口2,735,139（2002年），首府斯塔夫罗波尔。

## 地理
斯塔夫罗波尔边疆区包括北高加索中部和大高加索山脉北坡大部分地区。 它与罗斯托夫州，克拉斯诺达尔边疆区，卡尔梅克共和国，达吉斯坦共和国，车臣共和国，北奥塞梯-阿兰共和国，卡巴尔达-巴尔卡尔共和国和卡拉恰伊-切尔克斯共和国接壤。

## 人口

### 民族構成
主要民族據2002年統計：
| 民族       | 人數（萬人） |
| ---------- | ------------ |
| 俄羅斯人   | 223.18       |
| 亞美尼亞族 | 14.92        |
| 烏克蘭族   | 4.59         |
| 達爾金族   | 4.02         |
| 希腊族     | 3.41         |
| 諾蓋族     | 2.07         |
| 吉普賽族   | 1.91         |
| 卡拉恰伊族 | 1.51         |
| 阿塞拜疆族 | 1.51         |
| 土庫曼族   | 1.39         |
| 車臣族     | 1.32         |
| 韃靼族     | 1.3          |
| 白俄羅斯族 | 1.13         |
| 格魯吉亞族 | 0.88         |
| 日耳曼族   | 0.8          |
| 奧塞梯族   | 0.78         |
| 土耳其族   | 0.75         |
| 阿瓦爾族   | 0.72         |
| 朝鮮民族   | 0.71         |
| 卡巴爾達族 | 0.66         |
| 列茲金族   | 0.66         |
| 庫梅克族   | 0.57         |
| 塔巴薩蘭族 | 0.55         |
| 阿巴扎族   | 0.33         |
| 猶太族     | 0.29         |

## 自然资源
斯塔夫罗波尔边疆区有许多湖泊，其中有可用于泥疗的盐水湖；高加索矿泉水源闻名于全世界。此外，边疆区还有南俄罗斯田野动物和亚洲沙漠动物。矿物资源有天然气（产地在米门斯克、森基列夫斯克等），石油（普拉斯科维斯克）和建材。

## 经济状况
斯塔夫罗波尔边疆区属北高加索经济区成员。 

### 工业
斯塔夫罗波尔边疆区的主要工业部门有食品工业（肉、面粉、豆油、水果罐头等），轻工业（纺织、鞋等），机械制造与金属加工（车床生产、工具、技术配件、农业用机器、制冷设备、吊车、电动制品、半导体等），化学工业（生产矿肥、塑料等）。 
边疆区内还进行天然气、石油、有色金属、煤的开采，并建有斯塔夫罗波尔国营发电站和涅温诺梅斯克国营发电站。 主要工业中心是斯塔夫罗波尔、涅温诺梅斯克、格奥尔吉耶夫斯克和布琼诺夫斯克。

### 农业
斯塔夫罗波尔边疆区有发达的农业，细毛绵羊和粮食作物是这里专业化的主要领域。其拥有占俄联邦10%的细毛绵羊，而每年的羊毛产量约为3.3万吨，占俄联邦羊毛总产的15%。 
边疆区在葵花子生产和养鸡业方面居于俄联邦第4位，粮食产量也很可观， 年产量为450万吨。另外，这里还大量种瓜、蔬菜、饲料作物和稻米。园艺栽植、葡萄生产、家禽养殖、养猪业、养马业方面也有广阔的发展前景， 在所有的居民点均有果园和葡萄园。边疆区拥有26万公顷可灌溉土地，占俄联邦总数的8%；有5个灌溉蓄水系统和2条运河。

## 交通运输
斯塔夫罗波尔边疆区的铁路总长846公里，公路长1.1万公里，管道运输发达。在矿水城有高加索地区最大的机场，在斯塔夫罗波尔也有大型机场。

## 名人
- 米哈伊尔·谢尔盖耶维奇·戈尔巴乔夫 1931年3月2日生于斯塔夫罗波尔边疆区普利里沃利诺耶村一俄罗斯族农民家庭。